# Associated Motor Cycles
Associated Motor Cycles (AMC) fue un grupo británico fabricante de motocicletas, fundado por los hermanos Collier como empresa matriz de las compañías de motocicletas Matchless y AJS. Posteriormente absorbió las marcas Francis-Barnett, James y Norton. La empresa, fundada en 1938, estuvo operativa hasta 1966, cuando se liquidaron sus activos para formar el nuevo grupo Norton-Villiers.

## Historia

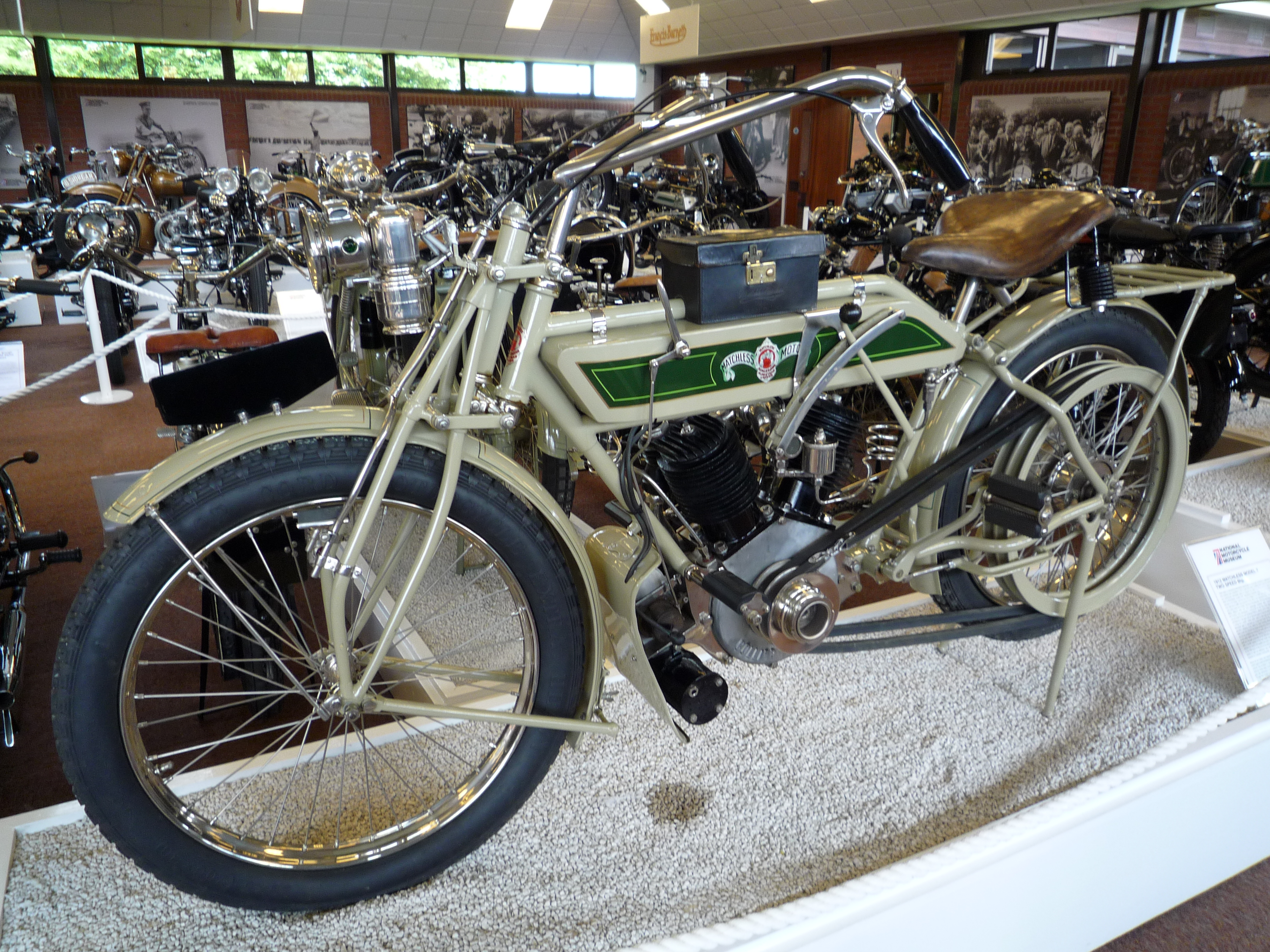
Matchless de 1912

Henry Herbert Collier había fundado Matchless como una compañía fabricante de bicicletas en 1878. Sus hijos Henry (Harry) y Charles (Charlie) se unieron al negocio, y el nombre se cambió a H. Collier & Sons.
AJS había sido comprada por los propietarios de Matchless, los Collier, en 1931 y Sunbeam se agregó en 1937, procedente de Imperial Chemical Industries.
El nombre de la compañía Matchless Motor Cycles se cambió a Amalgamated Motor Cycles Ltd en 1937 y a Associated Motor Cycles (AMC) en 1938. AMC no era un fabricante por derecho propio, sino la empresa matriz de un grupo de fabricantes de motocicletas que incluía a Matchless, AJS, Norton, James, Francis-Barnett, Sunbeam y otros.

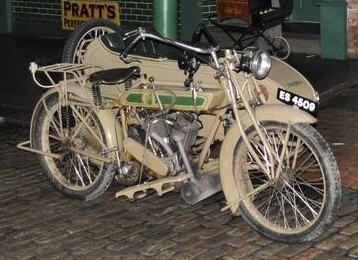
Matchless Modelo H con sidecar (ES 4509) de 1922

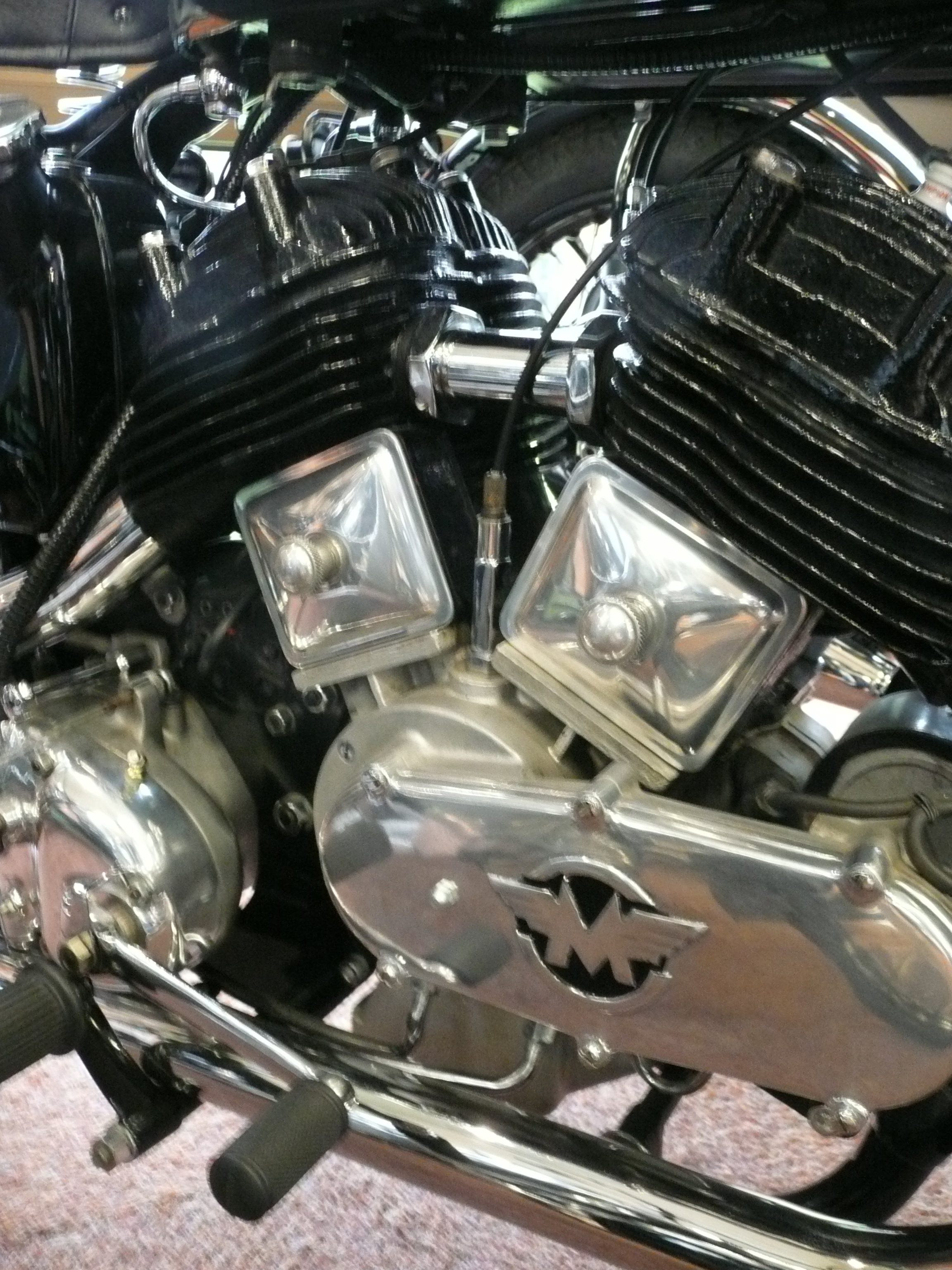
Matchless Model X de 1938 (detalle)

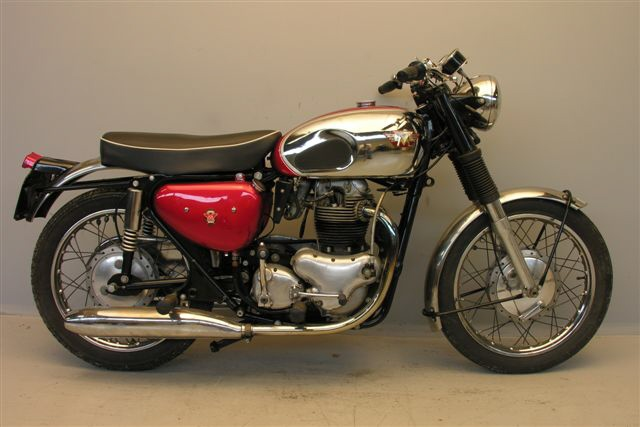
Matchless G15 CSR 750 cc de 1968

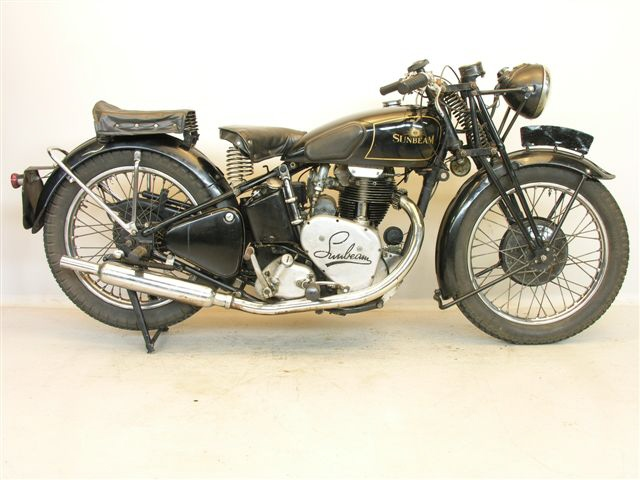
Sunbeam Model B 24 350 cc de 1939

En 1939, se diseñó la AJS V4 de 495 cc, una motocicleta creada para competir contra las BMW sobrealimentadas que dominaban por entonces las carreras. La moto estaba refrigerada por agua y sobrealimentada. En 1939, la V4 de cárter seco fue la primera motocicleta en dar una vuelta al circuito del Gran Premio del Ulster a más de 100 mph (161 kilómetros por hora). La moto pesaba 405 lb (184 kilogramos) y su velocidad máxima era de 135 mph (217 kilómetros por hora). 
Durante la Segunda Guerra Mundial, Matchless fabricó 80.000 unidades de los modelos G3 y G3L para las fuerzas armadas. En 1943, AMC vendió el nombre de la marca Sunbeam a BSA.

### Posguerra

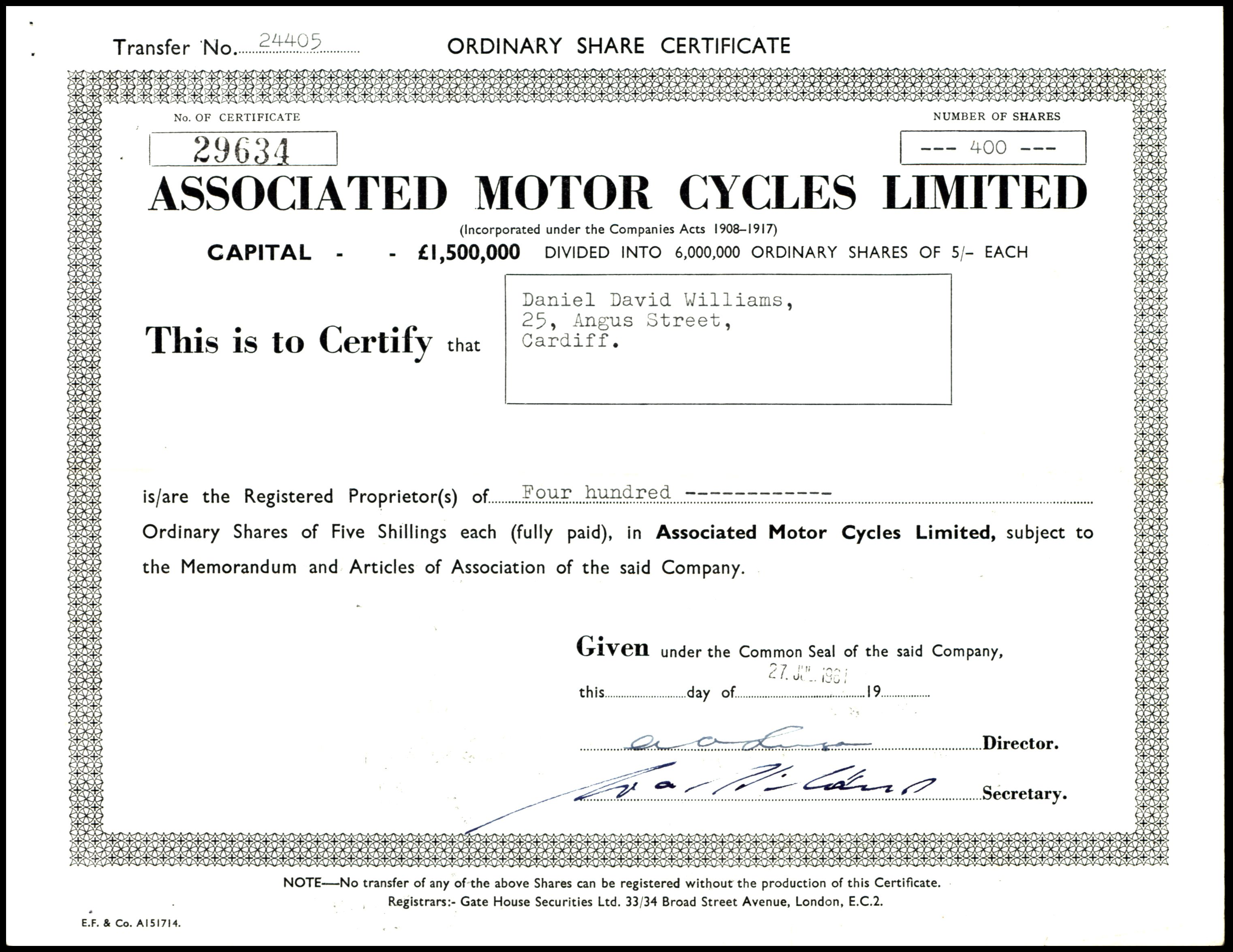
Participación de la Associated Motor Cycles Ltd., fechada el 27 de julio de 1961

Los hitos de la posguerra comenzaron con la producción de las monocilíndricas Matchless/AJS de 350 cc y de 500 cc, diseñadas a partir de la legendaria máquina desarrollada durante la guerra, la Matchless G3 fabricada para el Ejército. En 1946, Freddie Clarke se unió a AMC como ingeniero jefe de desarrollo (después de una disputa con sus antiguos empleadores de Triumph) y en 1947 AMC absorbió la compañía Francis-Barnett, y poco más tarde, en 1951, adquirió otra marca de motocicletas, James. En 1949 se produjo la primera Matchless/AJS con un motor bicilíndrico vertical de 500 cc, al que luego se unirían los propulsores de 600 cc y de 650 cc en 1956 y 1959 respectivamente. En el ámbito de las carreras, AMC estaba desplegando la motocicleta AJS Porcupine (con un motor de 500 cc de dos cilindros paralelos orientados hacia delante), la AJS 7R (monocilíndrica de 350 cc con árbol de levas en cabeza), la Matchless G50 (una variante de 500 cc de la 7R), y en 1951, la Matchless G45 (con un motor de 500 cc bicilíndrico vertical). 
El motor de la AJS Porcupine había sido diseñado para ser sobrealimentado (antes de que las reglas cambiaran para terminar con las motos de carreras con alimentación forzada), pero aun así, Les Graham ganó el Campeonato Mundial de 1949 con una AJS Porcupine de 500 cc.
En 1951, el ingeniero de desarrollo de AJS, Ike Hatch, diseñó un motor 75.5 mm x 78 mm (diámetro x carrera), una versión con tres válvulas en cabeza del AJS 7R monocilíndrico, que rendía 36 HP (27 kilovatios). Se llamó AJS 7R3, y fue la respuesta de AMC a las máquinas italianas de varios cilindros. Lo hicieron lo suficientemente bien en su primer año, pero no tan bien en el segundo. Para 1954, Jack Williams, el gerente del equipo de trabajo, desarrolló la moto todavía más, bajando la posición del motor en el cuadro e incorporándole algunos ajustes para obtener 40 HP (30 kilovatios) a 7800 rpm. Inmediatamente ganó las dos primeras rondas del Campeonato del Mundo y obtuvo el primer puesto en el TT de la Isla de Man. De estas máquinas especiales de fábrica, se conserva una y se ha podido reconstruir un segundo ejemplar a partir de repuestos. En 1953 había una gama Clubman de monocilíndricas Matchless/AJS de 350 cc y de 500 cc, manteniéndose en producción el modelo bicilíndrico Matchless G45 500. La compañía amplió aún más su imperio motociclístico al tomar el control de Norton en 1952.

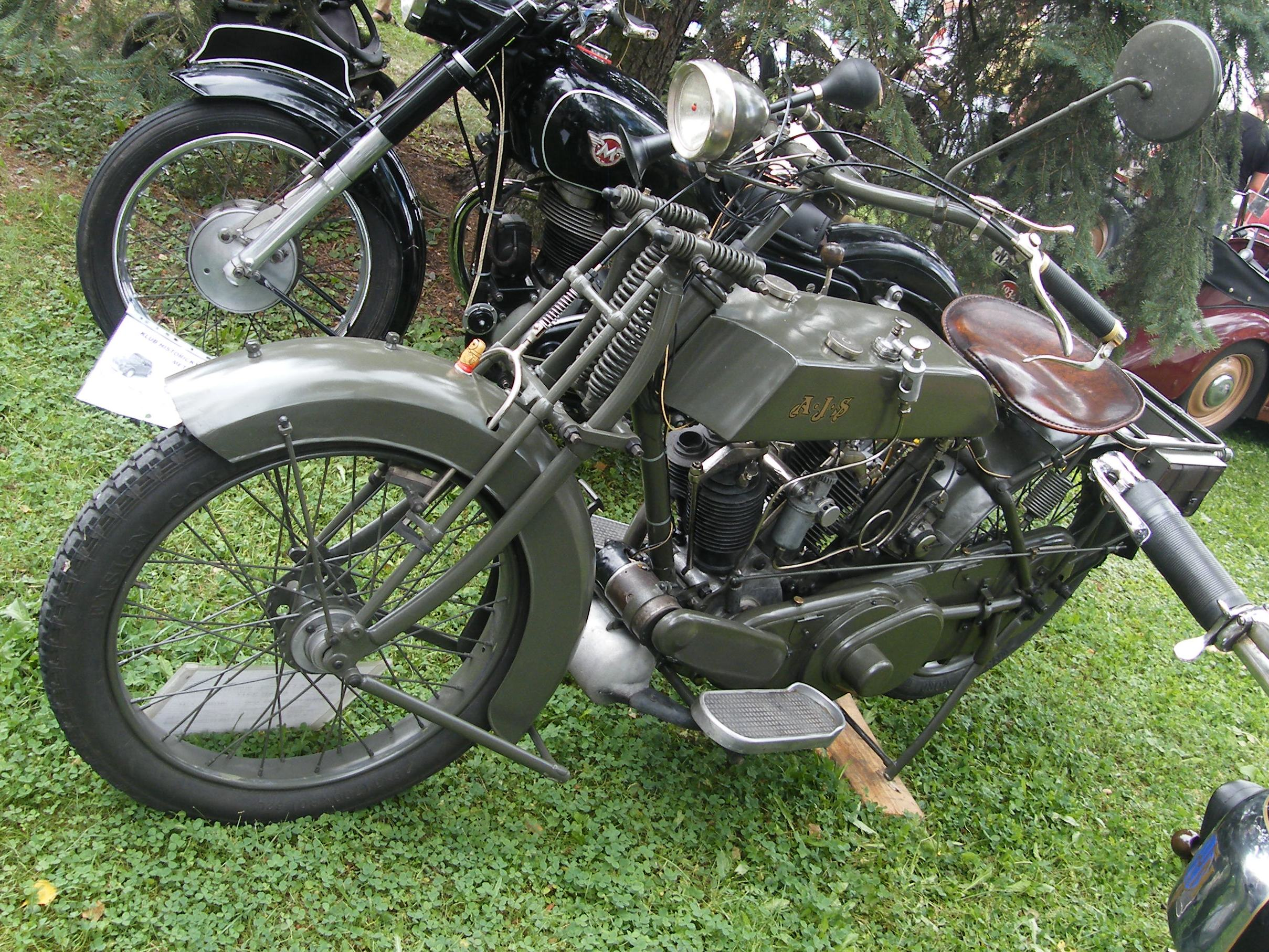
AJS Model D 750 cc (1917)

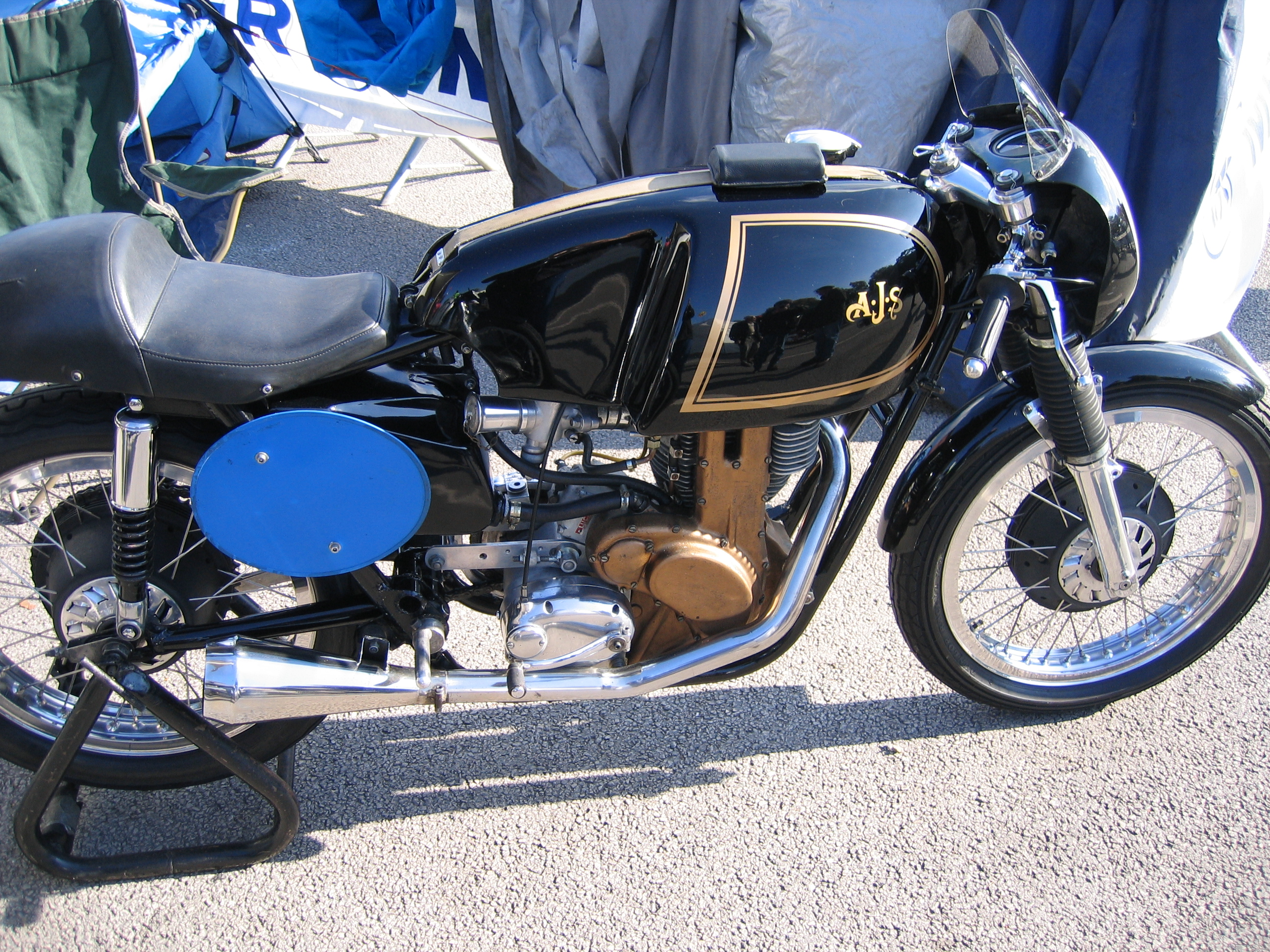
Moto de competición AJS 7R, fabricada en las décadas de 1950 y 1960

El año 1958 vio la introducción del modelo 250 cc AJS/Matchless. Las monocilíndricas de competición de la compañía llevaban dando a la empresa numerosas victorias memorables desde 1948. AMC se retiró del mundo de las carreras y del diseño de motos de competición a finales de 1954, con la muerte de H.J.'Ike 'Hatch, y ante la feroz competencia de las otras marcas europeas. En lugar de construir máquinas especiales para la escudería oficial de la fábrica, AJS y Norton realizarían versiones preparadas para pilotos privados de la Manx Norton y de la máquina estándar con motor de dos válvulas AJS 7R.
Las motos de carretera Matchless/AJS se unificaron en una gama de motos ligeras en 1958, siendo diseñadas con un motor monocilíndrico de 250 cc aumentado a 350 cc dos años después.
En 1960, Bert Hopwood, el principal diseñador del grupo, abandonó la empresa y se unió a Triumph en Meriden. Ese mismo año, AMC obtuvo un beneficio de más de 200.000 libras, algo no tan bueno en comparación con los 3.5 millones declarados por BSA. Sin embargo, en 1961, las pérdidas declaradas alcanzaron 350.000 libras. Con el cierre de la planta de Norton en Birmingham en 1962 y la fusión de la producción de Norton y Matchless, el futuro comenzaba a parecer bastante sombrío. En los años sesenta, con la disminución de las ventas, AMC tomó la decisión comercial de centrarse en las Norton bicilíndricas y en las Matchless/AJS monocilíndricas, pero no tuvieron éxito y la fábrica dejó de producir poco después.

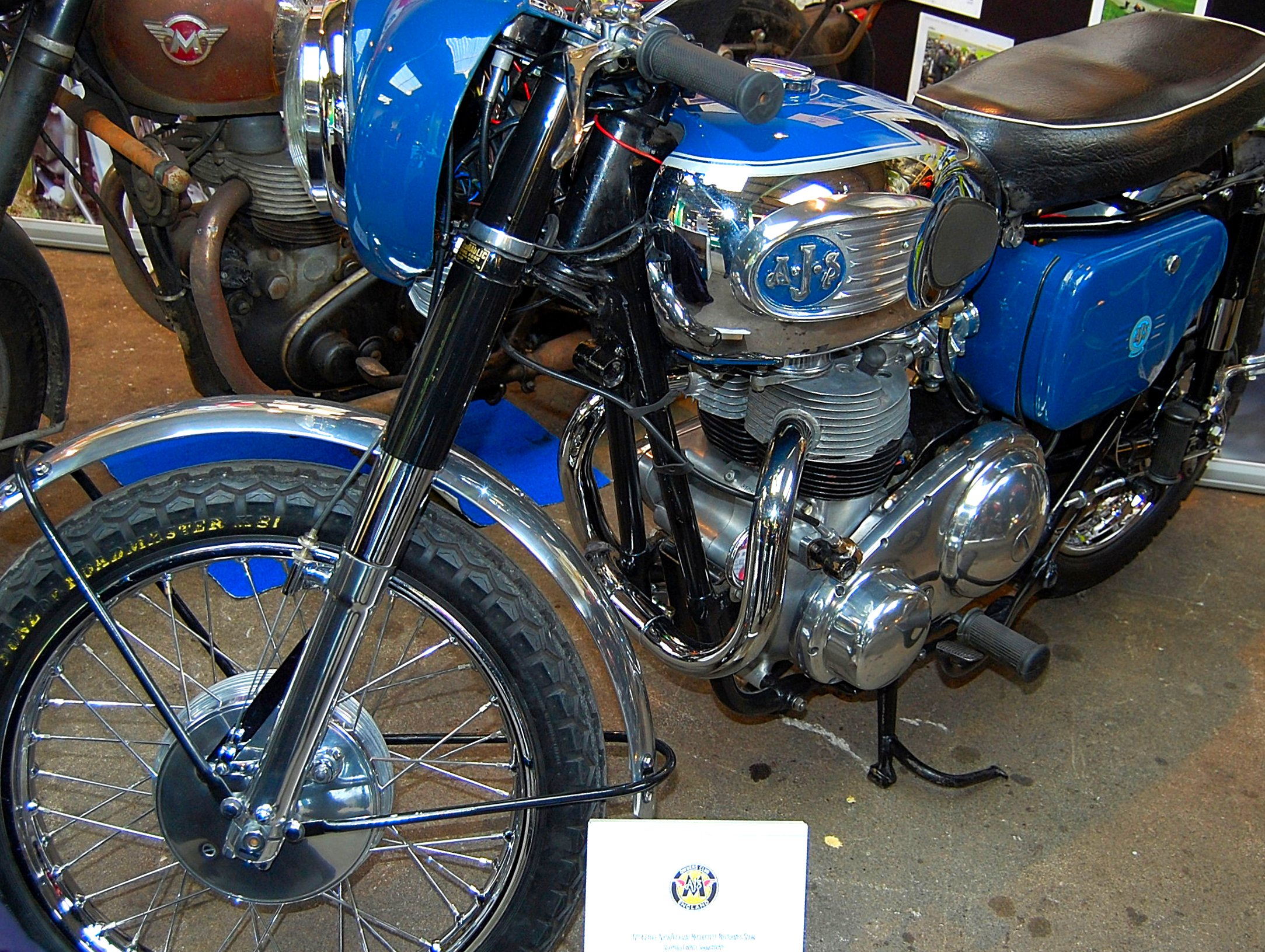
AJS 650cc TWIN.UK 1961

Algunas unidades eran "contenedores de piezas especiales" reunidas a petición de los concesionarios estadounidenses. En Estados Unidos existía una demanda de motos para conducir por el desierto, así que enviaron a AMC una moto personalizada de ejemplo, que contaba con un motor Norton de 750 cc montado sobre el bastidor de una G80CS, y pidieron a la compañía algo parecido. Esta fue la última motocicleta Matchless, la 748 cc G15 que también se vendió como AJS Model 33' y como Norton P11. La G15 se produjo hasta 1969. Una versión Mk2 se vendió en Gran Bretaña desde 1964.
Matchless/AJS construía motocicletas cómodas, bien hechas, de manejo predecible, fiables y económicas para el día a día. Desafortunadamente, tales atributos no eran suficientes para mantenerlas en el mercado. En 1966, las malas ventas continuadas hicieron que AMC se convirtiera en parte de una nueva compañía, llamada Norton-Villiers. Algunos de los enseres de la fábrica de Norton, incluidas las motocicletas, se subastaron más tarde después de que la empresa pasara a tener un administrador judicial.
La producción de motocicletas todoterrreno de cuatro tiempos cesó en 1966, y Matchless quedó eclipsada al centrarse el nuevo grupo en las marcas BSA, Triumph y Norton a partir de 1960. La Matchless G85CS, prácticamente una moto de competición, reemplazó a la G80CS con un chasis especialmente construido, tanque de combustible de aleación, cubos ultraligeros, relación de compresión 12:1 y carburador Amal GP. Solo se fabricaron 150 de estas motocicletas construidas a mano.
Vic Eastwood, Chris Horsfield y Dave Nicoll fueron contratados para competir con estas motos Matchless de motocross.

## Declive
A finales de la década de 1960, la competencia de Japón había llevado a la industria británica de motocicletas a un declive abrupto. En 1966, AMC colapsó y se reorganizó como parte de Norton-Villiers bajo el control de Manganese Bronze Holdings. Esto solo evitó los problemas por un tiempo y Norton-Villers finalmente se liquidó en 1974. Norton fue rescatada con ayuda financiera del gobierno británico, ya que Norton-Villiers-Triumph (NVT) incorporaba la mayor parte del negocio de motocicletas de BSA, pero omitiendo el nombre BSA en el nombre, sustituido por Triumph (una de sus marcas). En parte debido a un conflicto laboral, NVT acabaría declarándose en quiebra en 1974.

## AJS motocicletas 1974
Tras el colapso final de NVT, la marca AJS fue comprada por el antiguo piloto de la fábrica y director de competición Fluff Brown, quien continuó la producción de la AJS Stormer con cilindradas de 250 y 360 cc. La empresa AJS Motorcycles, que aún es propiedad de la familia Brown, ahora importa y vende motocicletas de pequeña cilindrada fabricadas en China bajo el nombre de AJS, mientras mantiene el suministro de repuestos para los modelos Stormer.